# Valentina Bogdanova-Lituyeva
Pour les articles homonymes, voir Bogdanova.
Valentina Mikhaylovna Bogdanova-Lituyeva (née le 11 décembre 1930 à Léningrad - morte le 23 juillet 2008) est une athlète soviétique, spécialiste du saut en longueur. Elle est la femme de Yuri Lituyev, lui aussi athlète.

## Palmarès
| Date | Compétition           | Lieu      | Résultat | Épreuve          |
| ---- | --------------------- | --------- | -------- | ---------------- |
| 1950 | Championnats d'Europe | Bruxelles | 1re      | saut en longueur |
| 1958 | Championnats d'Europe | Stockholm | 2e       | Saut en longueur |

## Records
| Épreuve          | Performance | Lieu   | Date |
| ---------------- | ----------- | ------ | ---- |
| Saut en longueur | 6,10 m      | Moscou | 1958 |